# 港鐵何東樓車廠

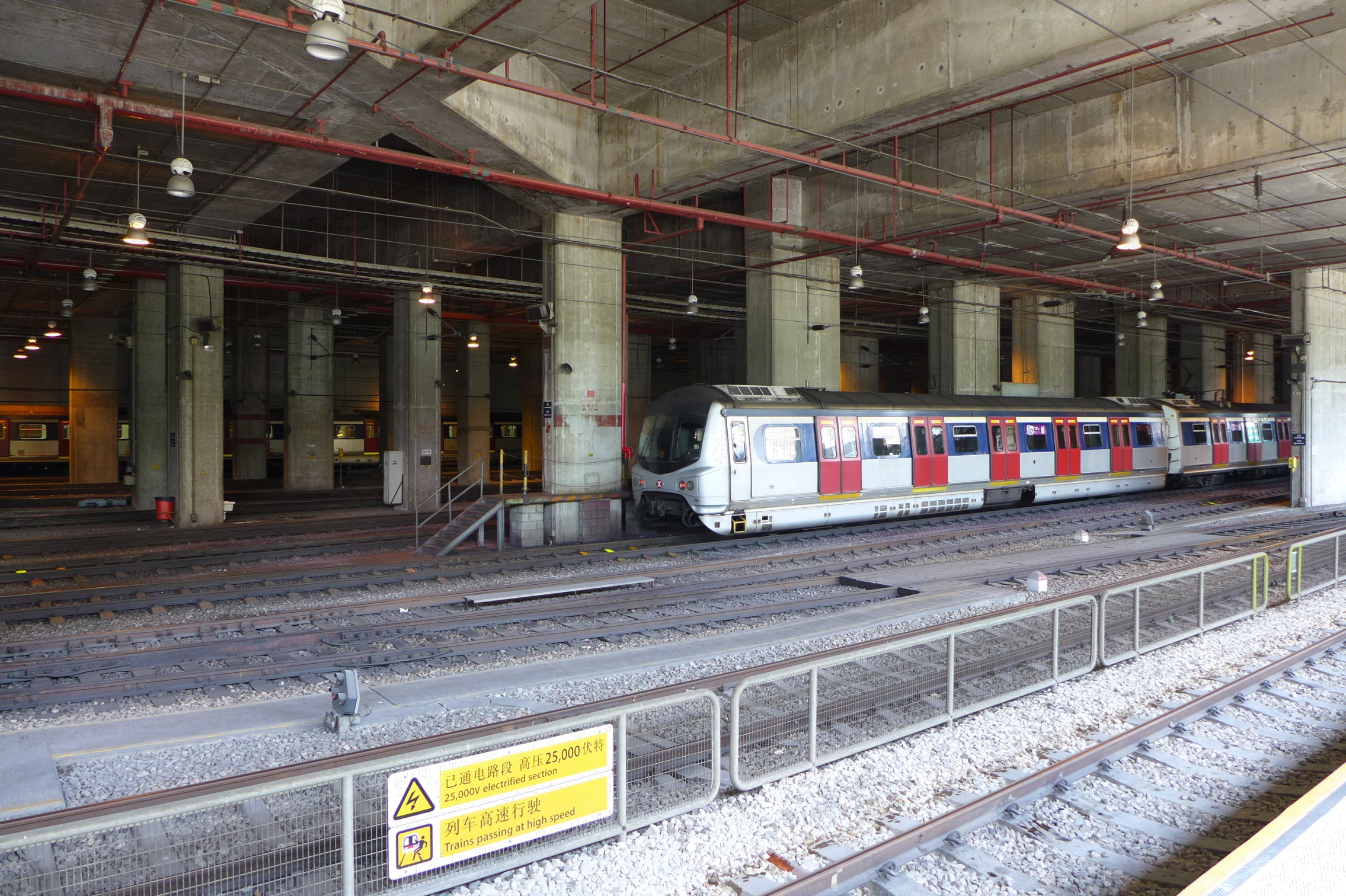
從馬場站看何東樓車廠

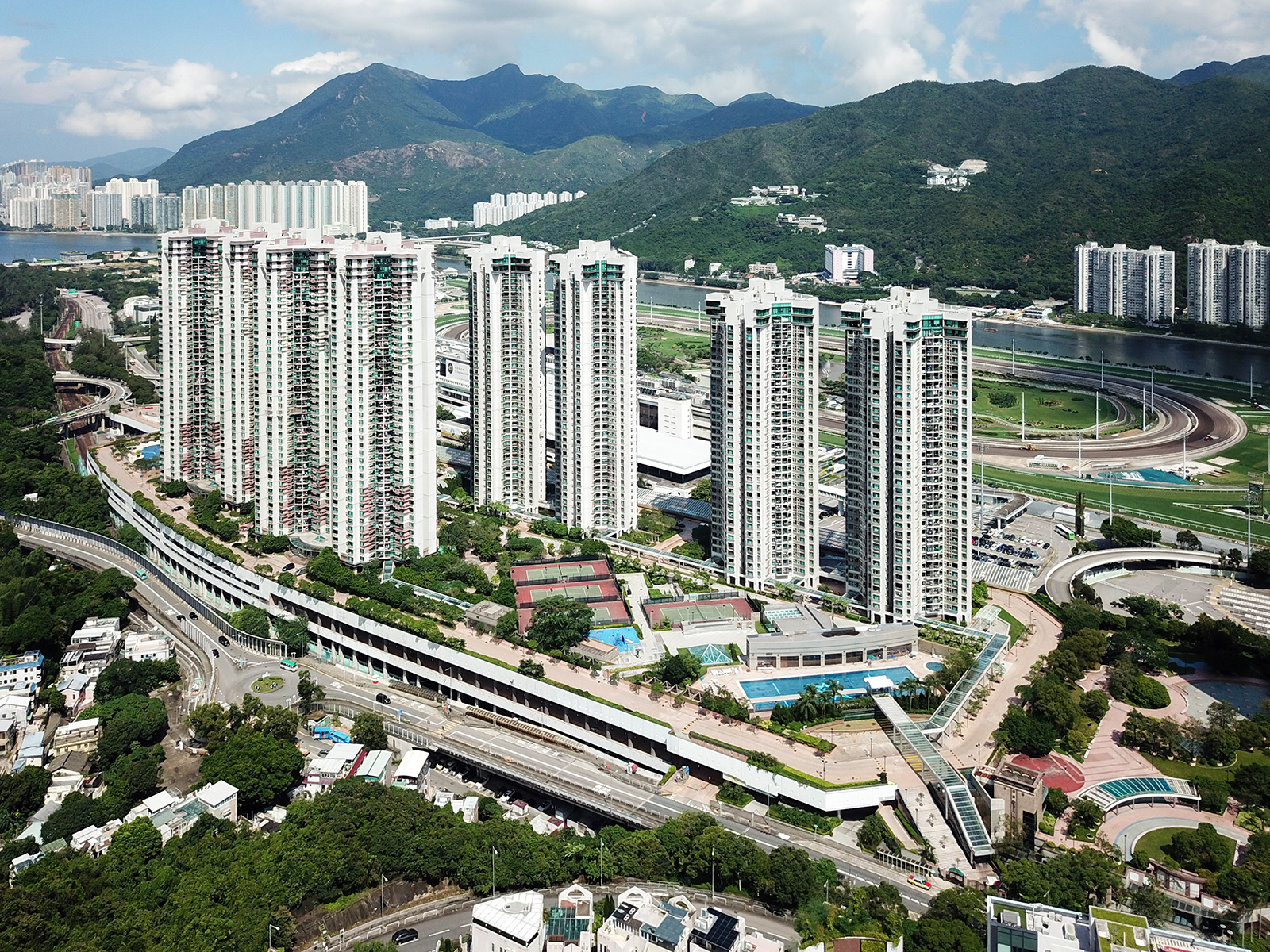
港鐵何東樓車廠上蓋物業－駿景園

港鐵何東樓車廠（英語：MTR Ho Tung Lau Depot，前稱何東樓鐵路車輛維修中心）是東鐵綫唯一一座車廠（簡稱HTD），位於新界沙田區火炭，鄰近東鐵綫火炭站和馬場站，上蓋為銀禧花園、駿景園及御龍山，原址為稱為何東樓的著名建築，是香港富豪何東旗下物業。其後，何東樓以北用地於1968年建成興建九廣鐵路英段車廠，即現今港鐵何東樓車廠北廠。因應九鐵電氣化，政府再於1970年代收回何東樓所在土地，於1982年重建為何東樓車廠南廠。
2007年12月2日，兩鐵合併，原由九廣鐵路公司營運的何東樓車廠隨東鐵綫租予香港鐵路有限公司（港鐵公司）繼續營運。

## 設施
車廠除了為列車提供停車、測試、洗車、預防及糾正性維修設施外，亦為所有東鐵綫英製列車（「烏蠅頭」）及現已全數到港的港鐵東鐵綫現代列車進行大型維修工程。而在1998年-2000年，駐本廠的Adtranz外判團隊，亦曾為內地「新時速」港穗直通車（中國內地第一列投入應用的高速列車；現已改裝為瑞典國鐵同系列車）提供約每四日一次的維修服務，直至內地方面買斷「新時速」列車產權為止。自九龍南綫建成後，隸屬於東鐵綫及馬鞍山綫的近畿川崎電動列車（「千九」）不再於此車廠進行大修，而改由機車拖往八鄉車廠進行大修。除了相關事項外，本車廠還負責維修ktt 九廣通客車及機車。
此外，前九鐵俗稱黃頭的車組E44未翻新都城嘉慕電動列車三卡列車（「黃頭」）亦曾經停放在本廠，直至2024年送往舊紅磡站5號月台的「站見」鐵路展作臨時展出為止。
而此廠總共分為四個部分：北廠（駿景園基座）、南廠（銀禧花園基座）、機務段（御龍山基座）及調度控制中心（火炭鐵路大樓低座）。

### 北廠（第二及三期廠房）
位於駿景園基座的北廠，佔地面積約8公頃，由新鴻基地產屬下新輝建築代建，於1990年分階段重建，並於1993年至1996年4月21日間重新啟用。
其中，靠近馬場站的三分之二北廠，主要用作停車坑（末端連接北面進出軌道），以停泊各載客列車，以及25T型客车（在平時，會有一至兩列列車停泊於此待命；而所有港鐵東鐵綫現代列車均在此進行靜態測試；25T客車只會停泊在靠近馬場站北行路軌；另外，由於南、北兩廠泊位空間僅可容納15抽列車，部分列車收車後會安排停泊於指定的車站或貨場，作為清晨開出班次之用）。而在靠近東鐵線正線的三分之一，則用作維修車坑，以便進行定期維修。

### 南廠（第一期廠房）
位於銀禧花園基座的南廠，採用密封式設計，為此廠主要部分，除了中間有軌道貫穿南北二廠外，其餘部分為維修工場及車廠行政中心。南廠由保華建築承建，於1980年動工興建，1982年建成，為九鐵電氣化工程一部分，同時提供平台興建銀禧花園。根據銀禧花園發展條款，南廠連同樂景街由政府興建，但興建費用需先由中標發展商支付；另根據上述條文及《九廣鐵路公司條例》附表五第23條，九鐵/港鐵公司以地役權形式使用該部分車廠。
因應何東樓車廠重建工程，南廠於1989年4月起進行改裝，包括在原先只設泊車及檢修線的廠房內加設工場、維修設備、辦公及訓練設施，並於1990年7月12日重新啟用。
而在南廠靠近火炭站進出軌道部分，則設有洗車機。南北二廠間，由一條平交道分隔。有時，一列列車（通常是下午時段）會在御龍山下方的南廠入口待命，以應付下班繁忙時間的載客需要。
此外，南廠亦設有車廠辦公室。

### 機務段及路軌工場
位於御龍山基座的機務段，主要用作停泊工程車及路軌工場，介乎於馬場站進出路軌及大埔公路間。在收車後的例行檢查時，所有工程列車均由此處出發。進出此機務段工程車輛須由車廠入口轉右，經火炭鐵路大樓側平交道進入。此外，在御龍山基座亦設有進出廠及連接馬場站軌道（均屬車廠區域），其中後者有全港唯一容許載客列車通過的平交道（機務段入口）。
因興建御龍山的緣故，該工場曾於2003年9月暫遷至沙田站貨場，直至屋苑完工後才遷回原址基座
。

### 調度控制中心
本廠調度控制中心設於火炭鐵路大樓低層，可觀察整個南面進出軌道區域的調度情況。而鐵路大樓低層的其他部分，為本廠之物料倉庫、東鐵綫Trainguard訊號系統的微電腦聯鎖機房，以及路軌輾磨車專用泊位。

## 開放活動
此車廠屬重要的鐵路設施，大部分時間不向公眾開放；不過在過往亦兩度開放予公眾參觀，並舉辦活動。
第一次開放日於1996年4月21日舉行，為北廠開幕啟用典禮暨同樂日，只供九鐵職員及其家屬出席。
第二次開放日於2001年4月1日舉行，稱為九廣東鐵乘客同樂日。當日開放車廠部分設施予已取得入場券的公眾人士，公眾也可參觀維修工場及調度控制室。是次活動中也有提供攤位遊戲及抽獎等活動。

## 外部連結
- 香港鐵路大典上的相关条目：何東樓車廠